# 串原郷土館
串原郷土館（くしはらきょうどかん）は、岐阜県恵那市串原にある博物館。
恵那市の条例での名称は恵那市串原郷土館である。

## 概要
- 串原地区の文化財の収集保存、公開する施設である[1]。1968年（昭和43年）、恵那郡串原村の串原村郷土館として開館[2]。2004年（平成16年）に合併で恵那市となると、串原郷土館に改称する。
- 建物は矢作ダムのダム湖（奥矢作湖）で水没した久木地区の農家（江戸時代末期建築。茅葺屋根の木造平屋建）であり、串原村が建物の寄贈を受け、移築したものである。1979年（昭和54年）に串原村指定文化財（2004年に恵那市指定文化財に再指定）となっている[2]。
- 串原地区で使用された民具を中心に、約600点を展示する[3]。
- 指定管理者制度を導入しており、NPO法人奥矢作森林塾が管理運営する。2016年（平成28年）にリノベーションが行われ、カフェが併設された[4]。

## 利用案内
- 所在地：岐阜県恵那市串原1268
- 開館時間：9:00 - 16:00[1]
  - 前日までにNPO法人奥矢作森林塾への予約が必要。カフェ利用は予約不要。
- 休館日：火曜日、年末年始（12月29日 - 1月3日）[1]
  - カフェは不定休。また、冬期（12月1日 - 2月末）は休業。
- 入館料：一般104円　小中学生52円[1]

## 交通アクセス

### 自動車
- 中央自動車道恵那ICより国道257号、県道20号瑞浪大野瀬線経由で約40分。

## 周辺施設
- 奥矢作湖
- 奥矢作レクリエーションセンター（旧・串原小中学校（串原小学校〈旧〉・串原中学校〈2代目〉）